# Ézsaiás próféta
Ézsaiás vagy Isaiás vagy Izajás vagy Jesajá (héber יְשַׁעְיָהוּ sztenderd: Yəšaʿyáhu, tiberiasi Yəšaʿăyāhû; görög: Ἠσαΐας, Észaiasz ; arab اشعیاء, Asíja). A Kr. e. 8. században élt júdeai próféta, a bibliai Ézsaiás könyve fő alakja, akit hagyományosan a könyv szerzőjének tartanak, valójában a róla elnevezett könyv csak egy részét írta.
Több mint négy évtizeden keresztül hirdette Isten szavát Jeruzsálemben - Kr. e. 740-700 körül -, és az utókorra nagy hatást gyakorolt.

## Élete
A rabbinikus hagyomány szerint királyi családból származott, apja, Ámoz, Amaszja, júdai király öccse volt. Éles eszű, széles látókörű ember volt, akinek hite és gondolkodása mélyen a Jahve-vallásban gyökerezett, de mindig kész volt Istennek az adott történelmi helyzethez kapcsolódó üzenetének megértésére és közlésére. Elhívatását egy csodálatos látomás által nyerte. Isten dicsősége jelent meg előtte és szent voltával szemben meglátta önmaga és népe bűnösségét. Isten tiszteletének megsértése a bálványkultusz, az erkölcstelen élet, a formális vallásosság, a szociális igazságtalanságok: mindezekért a próféta elkerülhetetlennek látta Isten ítéletét, amely a nemzeti összeomlás formájában jön el a könnyelmű és hitetlen népre. Azt hirdette, hogy az embereknek vissza kell fordulniuk Isten felé.
Miután Jézus a Szentlélekkel beteljesedve visszatért a pusztából, a názáreti zsinagógában Ézsaiás tekercséből olvasta fel a rá vonatkozó jövendöléseket.
Az 1947-ben megtalált, Krisztus előtt keletkezett holt-tengeri tekercsek közt megtalálták a teljes Ézsaiás- (Izaiás-) könyvet is, amely nem mutatott lényeges eltéréseket a későbbi másolatokban (a Bibliában) fennmaradt szöveghez képest.